# Dream Well (film)
Álom.net – węgierski komedia romantyczna z 2009 roku, w reżyserii Gábora Forgácsa. Premiera filmu miała miejsce 16 kwietnia 2009.